# 吳敏賢
吳敏賢（1988年12月19日—）為臺灣籃球教練、前運動員。吳敏賢就讀重陽國小三年級開始打籃球，國小畢業前有報考光榮國中但之後選擇二重國中，曾加入棒球隊一個禮拜，也曾加入合球隊，升上國中二年級的暑假轉學到光榮國中。吳敏賢高中進入南山高中，高三時擔任籃球校隊隊長，並率領球隊奪下95學年度高中籃球聯賽男子組冠軍，個人收下MVP殊榮，2007年7月在超級籃球聯賽新人選秀會第一輪獲得緯來獵人青睞，大學一年級就讀國立體育大學，二年級轉學到明道大學，2010年第八季超級籃球聯賽加盟台灣啤酒，2011年第九季轉戰台灣大，2012年第十季重返台灣啤酒，2017年第十五季加盟金門酒廠，2019年褪下球衣至臺北市政府工務局水利工程處工作以及在新埔國中籃球隊擔任教練，2021年轉任及人高中籃球隊教練。

## 外部連結
- 吳敏賢在Eurobasket.com（球員）（英语）